# تپه دره دراز
تپه دره دراز در شهرستان خرم‌آباد، بخش دوره چگنی، دهستان تشکن، ۱ کیلومتری شمال روستای چم داود واقع شده و این اثر در تاریخ ۲۲ اسفند ۱۳۸۵ با شمارهٔ ثبت ۱۸۱۷۲ به‌عنوان یکی از آثار ملی ایران به ثبت رسیده است.